# Denée Benton

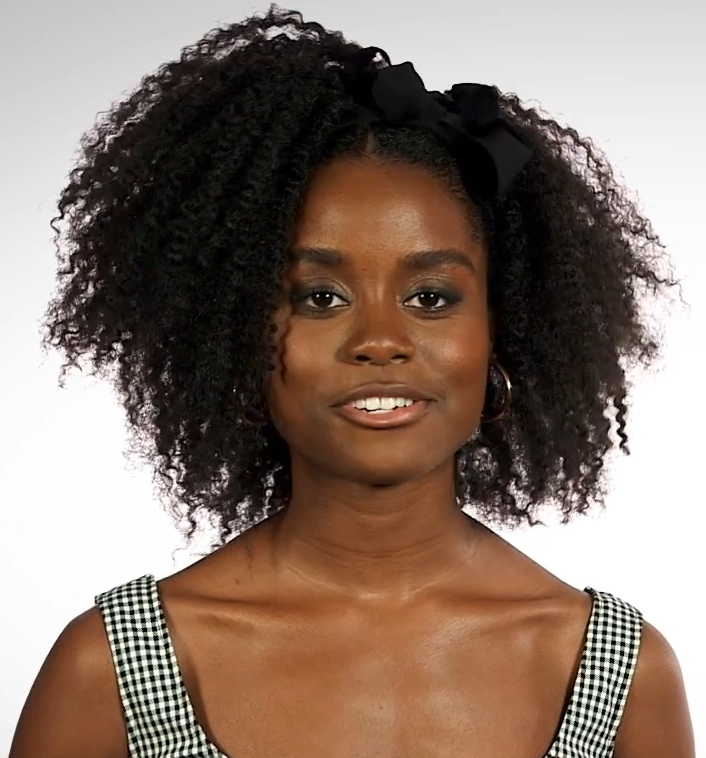
Denée Benton (2017)

Denée Benton (* 31. Dezember 1991) ist eine US-amerikanische Schauspielerin und Sängerin.

## Leben
Denée Benton besuchte die Trinity Preparatory School in Winter Park im US-Bundesstaat Florida, ihr Schauspielstudium an der Carnegie Mellon University schloss sie 2014 als Bachelor of Fine Arts ab.
Anschließend stand sie als Nabulungi in der Musicalproduktion The Book of Mormon auf der Bühne, mit der sie am Londoner West End und auf Tournee in den USA zu sehen war. 2015 spielte sie in Boston am American Repertory Theater die Natasha Rostova in Natasha, Pierre & The Great Comet of 1812, im darauffolgenden Jahr gab sie damit ihr  Broadway-Debüt am Imperial Theatre. Für ihre Darstellung der Natasha wurde sie im Rahmen der Tony Awards 2017 für einen Tony in der Kategorie Beste Hauptdarstellerin in einem Musical nominiert und mit einem Theatre World Award ausgezeichnet. Außerdem listete sie Forbes 2017 als eine der 30 Under 30 in der Kategorie Hollywood & Entertainment. In der Saison 2018/19 gab sie am Broadway im Musical Hamilton die Eliza Hamilton.
In der zweiten Staffel der Serie UnREAL von Lifetime Television war sie 2016 als Ruby Carter zu sehen, in der deutschsprachigen Fassung wurde sie von Carolina Vera synchronisiert. Im Fernsehfilm 25 verkörperte sie 2018 die Rolle der Morgan. 2019 spielte sie im Filmdrama The Friend mit Jason Segel, Dakota Johnson und Casey Affleck die Rolle der Charlotte, in der deutschsprachigen Fassung lieh ihr Friederike Walke die Stimme. Für die HBO-Serie The Gilded Age von Julian Fellowes stand sie an der Seite von Louisa Jacobson als Protagonistin Marian Brook in der Rolle der Autorin Peggy Scott vor der Kamera.
2020 heiratete sie den Schauspieler Carl Lundstedt, den sie im Zuge ihrer Schauspielausbildung an der Carnegie Mellon University kennengelernt hatte.

## Filmografie (Auswahl)
- 2013: The Narrative of Dalvin Reynolds (Kurzfilm)
- 2016: UnREAL (Fernsehserie)
- 2018: 25 (Fernsehfilm)
- 2019: The Friend (Our Friend)
- 2021: Mother’s Milk
- seit 2022: The Gilded Age (Fernsehserie)
- 2023: Genie
- 2024: Dreams in Nightmares

## Auszeichnungen und Nominierungen (Auswahl)
Tony Awards
- 2017: Nominierung in der Kategorie Beste Hauptdarstellerin in einem Musical für Natasha, Pierre & The Great Comet of 1812[6]

Theatre World Award
- 2017: Auszeichnung für Natasha, Pierre & The Great Comet of 1812[7][8]